# Colchicum baytopiorum
Colchicum baytopiorum là một loài thực vật có hoa trong họ Colchicaceae. Loài này được C.D.Brickell miêu tả khoa học đầu tiên năm 1983.